# Ley de Baxter
La ley de Baxter (también conocida como la doctrina de Bell) es una ley de economía que describe cómo un monopolio en una industria regulada puede extenderse y dominar a una industria no regulada. Lleva el nombre del profesor de derecho William Francis Baxter Jr., quien fue profesor de derecho antimonopolio en la Universidad de Stanford. Como asistente del fiscal general, resolvió un caso de siete años contra la AT&T con la separación más grande en la historia de la Ley Antimonopolio de Sherman, dividiendo la AT&T en siete compañías telefónicas regionales en 1982.

## Contenido
La ley de Baxter se aplica teóricamente a una gran variedad de otras industrias donde los monopolios regulados predominantes, verticalmente integrados, controlan tanto los segmentos de monopolio como los segmentos potencialmente competitivos. Cada industria se construye como una gran red para transportar su producto fundamental (información, telecomunicaciones) entre cualquiera de los dos puntos de origen y destino posibles. Además, cada red es conceptualmente separable en varias funciones básicas y varios niveles de capas. Desde la perspectiva de las empresas, un monopolista en una industria regulada puede enfrentar un precio máximo o un esquema de precios de tipo de tasa de retorno. Si esta industria regulada sirve como un insumo para otra industria que no está regulada, el monopolista puede desear expandirse a esta industria no regulada para aumentar las ganancias generales.
Una teoría económica conocida como ICE (internalización de externalidades complementarias) sugiere que cuando un monopolista busca expandir su monopolio a otros niveles de mercado, dicha expansión es pro competitiva, porque no hay razón para que un monopolista se expanda hacia arriba o hacia abajo en el mercado a menos que sea más eficiente que los competidores. Esto se debe a que en un mercado multinivel, los clientes solo obtienen un producto final único y están dispuestos a pagar solo un "precio de monopolio" por este bien. Si un monopolista ya posee un nivel del mercado, entonces puede extraer todo el precio del monopolio aumentando los precios en su nivel y expandiéndose a otros niveles del mercado, ya que ya está obteniendo los precios del monopolio completo. Para que quede más claro, las ganancias totales que un monopolista puede obtener si busca apalancar su monopolio en un mercado dominando un mercado complementario no son teóricamente mayores que las ganancias adicionales que podría ganar en un entorno no regulado, simplemente cobrando más por el producto del monopolio mismo. Sin embargo, estas medidas que adopta el monopolio para promover la competencia en el mercado complementario podrían aumentar la demanda total de productos a través de un mercado multinivel.
La ley de Baxter es una excepción a la teoría de ICE. Los monopolios regulados tienen el incentivo y la oportunidad de monopolizar los mercados relacionados en los cuales su servicio monopolizado es un insumo. Bajo la ley de Baxter, un monopolista en una industria regulada es incapaz de capturar todo el precio del monopolio ya que sus precios están regulados. Este monopolista buscará usar su monopolio en un nivel del mercado para expandirse a otro nivel del mercado, uno donde el precio no esté regulado. Mientras que la teoría de ICE normalmente lo consideraría aceptable, la ley de Baxter explica que el monopolista puede usar su posición de monopolio en un nivel para capturar un monopolio en otro nivel, y luego capturar el precio de monopolio en este otro nivel del mercado. Mientras que los monopolistas normales sufrirían pérdidas en su primer nivel de monopolio que compensarían las ganancias en el nuevo nivel de mercado, un monopolista regulado sufrirá pérdidas más pequeñas en su primer nivel de monopolio debido a la regulación de precios, pero seguirá teniendo ganancias completas en el nivel de mercado, Y por eso buscará ampliar su monopolio.

## Ejemplo: La ley de Baxter en el mercado de internet
La ley de Baxter puede ilustrarse en el contexto del mercado de Internet antes de la era de la banda ancha. Como se mencionó anteriormente, cuando el mercado de la plataforma está sujeto a la regulación de precios y tarifas, un monopolio de proveedor de red tiene fuertes incentivos para monopolizar un mercado de aplicaciones no regulado (un mercado de nivel descendente). Por ejemplo, debido a que la agencia reguladora ha limitado el precio que las compañías telefónicas podrían cobrar a los consumidores mediante el uso del circuito de la red telefónica para el acceso a Internet, esas compañías no pueden obtener los beneficios del monopolio de la plataforma. En otras palabras, tienen prohibido aumentar los cargos y los precios de los servicios exclusivos que prestan en el mercado. Como resultado, estos monopolios extienden su negocio y servicio a mercados no regulados. Comparando a los rivales en estos mercados, los monopolios podrían ofrecer tarifas más bajas basadas en costos para el mismo servicio debido a la integración vertical. Por lo tanto, los ingresos obtenidos en el mercado no regulado pueden compensar la pérdida debida a la regulación en el mercado monopolista y aumentar las ganancias generales.